# The Marshal of Moneymint
The Marshal of Moneymint è un film muto del 1922 scritto e diretto da Roy Clements che aveva come interpreti Jack Hoxie, Jim Welch, James Rock, William Berke, Andrée Tourneur, Claude Payton.
Di genere western, il film fu prodotto da Ben F. Wilson per la sua casa di produzione, venendo distribuito dalla Arrow Film Corporation.

## Trama
Nella città di Moneymint, il potente Velvet Joe tenta di spaventare i proprietari delle miniere per potere, in questo modo, riuscire a impadronirsi delle loro concessioni. Jack Logan, uno dei minatori, insieme al suo socio cerca l'aiuto dello sceriffo ma quest'ultimo se ne lava le mani, dimettendosi e lasciando il proprio incarico a Logan. Jack, diventato sceriffo, dovrà cavarsela da solo e combattere la battaglia contro i soprusi e le prevaricazioni. Anche Mollie Benton si trova in una brutta situazione, ma - a causa di un equivoco - è indotta a credere che il suo persecutore sia Logan. Allora la donna, ignara, va a chiedere protezione proprio a Velvet Joe. Logan, però, riuscirà a convincerla dei maneggi fraudolenti di Velvet Joe e, con il suo aiuto, smaschera gli imbroglioni mettendoli con le spalle al muro.

## Produzione
Il film fu prodotto dalla Ben Wilson Productions.

## Distribuzione
Il copyright del film, richiesto dalla Ben Wilson Productions, fu registrato il 25 aprile 1922 con il numero LP17784.

Distribuito dalla Arrow Film Corporation, il film uscì nelle sale statunitensi il 14 giugno 1922. La Syndicate Film Exchange nel 1930 ne curò una nuova edizione distribuendo il film - che era stato girato muto - con l'aggiunta di effetti sonori.
Non si conoscono copie ancora esistenti della pellicola che viene considerata presumibilmente perduta.